# Campeonato de Fórmula 2 de 2025
O Campeonato de Fórmula 2 de 2025 será a nona temporada do Campeonato de Fórmula 2 da FIA, um campeonato de automobilismo para automóveis de Fórmula 2 que é sancionado pela Federação Internacional de Automobilismo (FIA). Essa é uma categoria de monopostos que serve como o segundo nível de corridas de fórmulas no FIA Global Pathway. A categoria será disputada em apoio ao Campeonato Mundial de Fórmula 1 de 2025, com cada rodada ocorrendo em conjunto com um Grande Prêmio.

## Pilotos e equipes
Por ser uma categoria de monotipos, todos as equipes competirão com um chassi idêntico, todas as equipes competirão com um chassi Dallara F2 2024 idêntico com um motor turbo V6 com capacidade de 3,4 litros desenvolvido pela Mecachrome. Todas as equipes competirão com pneus fornecidos pela Pirelli.
Os seguintes pilotos e equipes estarão competindo no Campeonato de Fórmula 2 de 2025:
| Equipe                | N.º | Piloto               | Rodadas |
| --------------------- | --- | -------------------- | ------- |
| Invicta Racing        | 1   | Leonardo Fornaroli R | 1-9     |
| Invicta Racing        | 2   | Roman Staněk         | 1-9     |
| Campos Racing         | 3   | Pepe Martí           | 1-9     |
| Campos Racing         | 4   | Arvid Lindblad R     | 1-9     |
| MP Motorsport         | 5   | Oliver Goethe R      | 1-9     |
| MP Motorsport         | 6   | Richard Verschoor    | 1-9     |
| Hitech TGR            | 7   | Luke Browning R      | 1-9     |
| Hitech TGR            | 8   | Dino Beganovic R     | 1-9     |
| Prema Racing          | 9   | Sebastián Montoya R  | 1-9     |
| Prema Racing          | 10  | Gabriele Minì R      | 1-9     |
| DAMS Lucas Oil        | 11  | Jak Crawford         | 1-9     |
| DAMS Lucas Oil        | 12  | Kush Maini           | 1-9     |
| ART Grand Prix        | 14  | Victor Martins       | 1-9     |
| ART Grand Prix        | 15  | Ritomo Miyata        | 1-9     |
| Rodin Motorsport      | 16  | Amaury Cordeel       | 1-9     |
| Rodin Motorsport      | 17  | Alex Dunne R         | 1-9     |
| AIX Racing            | 20  | Joshua Dürksen       | 1-9     |
| AIX Racing            | 21  | Cian Shields R       | 1-9     |
| Trident               | 22  | Sami Meguetounif R   | 1-9     |
| Trident               | 23  | Max Esterson R       | 1-9     |
| Van Amersfoort Racing | 24  | John Bennett R       | 1-9     |
| Van Amersfoort Racing | 25  | Rafael Villagómez    | 1-9     |

| R | Rookie |

### Mudanças nas equipes
O programa de jovens pilotos TGR-DC da Toyota Gazoo Racing formou uma nova parceria com a Hitech Grand Prix em 2025, com esta última passando a se denominar "Hitech TGR".

### Mudanças nos pilotos
A atual campeã de equipes, a Invicta Racing, tem uma nova formação de pilotos: o atual campeão de pilotos Gabriel Bortoleto foi para a Fórmula 1 com a Stake F1 Team e Kush Maini foi para a DAMS. A Invicta recrutou o campeão da Fórmula 3 de 2024, Leonardo Fornaroli, que dá o passo em tempo integral para a Fórmula 2 depois de já ter corrido na final de 2024 com a Rodin Motorsport, e Roman Staněk, que se junta à equipe para sua terceira temporada no campeonato após encerrar sua campanha de 2024 com a Trident mais cedo.
A Campos Racing substituiu um júnior da Red Bull por outro, já que Arvid Lindblad, quarto na Fórmula 3 com a Prema Racing em 2024, vai para a Fórmula 2 para substituir o segundo colocado de 2024, Isack Hadjar, que vai para a Fórmula 1 com a Racing Bulls.
A MP Motorsport viu Franco Colapinto e Dennis Hauger deixarem a equipe durante a temporada de 2024, com Colapinto competindo na Fórmula 1 com a Williams Racing a partir da rodada de Monza e Hauger se mudando para a Indy NXT com a Andretti Global antes da rodada no Catar. A equipe recontratou os dois pilotos que substituíram Colapinto e Hauger em 2024 para a temporada completa de 2025: o júnior da Red Bull Oliver Goethe, que ficou em sétimo lugar na Fórmula 3 com a Campos Racing, e Richard Verschoor, que retornará à equipe com a qual competiu em 2021 para embarcar em sua quinta temporada no campeonato.
A Hitech TGR também entra em 2025 com uma nova formação de pilotos, com Paul Aron se juntando à Alpine F1 Team como piloto reserva e Amaury Cordeel deixando a equipe. A escalação da equipe é composta por dois graduados da Fórmula 3 que já conseguiram acumular experiência na F2 por meio de participações em meio período em 2024: Luke Browning, membro da academia de pilotos da Williams, que terminou a temporada da Fórmula 3 em terceiro, também pilotando pela Hitech antes de uma temporada de três etapas na F2 pela ART Grand Prix, e o júnior da Ferrari Dino Beganovic, que ficou em sexto na Fórmula 3 com a Prema Racing e participou de duas etapas da F2 com a DAMS Lucas Oil.
A Prema Racing tem uma nova formação de pilotos, já que Oliver Bearman e Andrea Kimi Antonelli irão para a Fórmula 1 com a Haas F1 Team e a Mercedes-AMG Petronas F1 Team, respectivamente. A equipe promoveu o vice-campeão da Fórmula 3, Gabriele Minì, para sua equipe de F2, onde o italiano já substituiu Bearman por uma rodada em 2024, e contratou Sebastián Montoya, que terminou em décimo sétimo na Fórmula 3 com a Hitech e retorna à equipe pela qual correu na FRECA em 2022.
A DAMS Lucas Oil contratou Kush Maini, que deixa a Invicta Racing após terminar em 13º em sua segunda temporada de F2, para substituir Juan Manuel Correa, que já havia deixado a equipe antes das duas últimas etapas da temporada de 2024.
A ART Grand Prix viu Zak O'Sullivan, que já havia deixado a equipe após a décima primeira rodada da temporada de 2024, se transferir para a Super Fórmula com a Kondo Racing. A equipe contratou o campeão da Super Fórmula de 2023, Ritomo Miyata, que terminou sua temporada de estreia na F2 em décimo nono lugar na classificação pela Rodin Motorsport, para substituí-lo.
A Rodin Motorsport também renovou sua formação com Zane Maloney indo para a Fórmula E com a Lola Yamaha ABT e Ritomo Miyata indo para a ART Grand Prix. A Rodin contratou Christian Mansell, que terminou em quinto na Fórmula 3 em 2024 com a ART Grand Prix e estreou na F2 com a Trident durante as três últimas etapas de 2024. No entanto, Mansell deixou seu assento indefinidamente por motivos pessoais antes do início da temporada e foi substituído por Amaury Cordeel, que terminou em 17º com a Hitech em 2024.
O piloto da AIX Racing, Taylor Barnard, deixou o campeonato após dez etapas da temporada de 2024 e mudou-se para a Fórmula E para correr com a NEOM McLaren Formula E Team. O vice-campeão da Eurofórmula Open de 2023, Cian Shields, que já havia ocupado o cockpit de Barnard durante as duas últimas etapas da temporada de 2024, o substituirá em sua estreia na temporada completa em 2025.
A Trident viu Verschoor e Staněk deixarem a equipe durante a temporada de 2024, com Verschoor se juntando à MP Motorsport antes de sua mudança em tempo integral em 2025 e Staněk ficando de fora pelo resto da temporada antes de se juntar à Invicta Racing em 2025. A equipe contratou dois graduados da Fórmula 3: Max Esterson, que ficou em 21º com a Jenzer Motorsport e já substituiu Verschoor durante as duas últimas etapas de 2024, e Sami Meguetounif, que fará sua estreia na F2 após terminar em oitavo com a equipe Fórmula 3 da Trident.
O vice-campeão da GB3 de 2024, John Bennett, se junta à Van Amersfoort Racing para sua primeira temporada em tempo integral depois de já competir pela equipe nas últimas 2 etapas de 2024 no lugar de Enzo Fittipaldi.

## Calendário
| Etapa | Circuito                                  | Corrida curta  | Corrida longa  |
| ----- | ----------------------------------------- | -------------- | -------------- |
| 1     | Circuito de Albert Park, Melbourne        | 15 de março    | 16 de março    |
| 2     | Circuito Internacional do Barém, Sakhir   | 12 de abril    | 13 de abril    |
| 3     | Circuito Corniche de Gidá, Gidá           | 19 de abril    | 20 de abril    |
| 4     | Circuito de Ímola, Ímola                  | 17 de maio     | 18 de maio     |
| 5     | Circuito de Mônaco, Monte Carlo           | 24 de maio     | 25 de maio     |
| 6     | Circuito de Barcelona-Catalunha, Montmeló | 31 de maio     | 1 de junho     |
| 7     | Red Bull Ring, Spielberg                  | 28 de junho    | 29 de junho    |
| 8     | Circuito de Silverstone, Silverstone      | 5 de julho     | 6 de julho     |
| 9     | Circuito de Spa-Francorchamps, Stavelot   | 26 de julho    | 27 de julho    |
| 10    | Hungaroring, Mogyoród                     | 2 de agosto    | 3 de agosto    |
| 11    | Circuito de Monza, Monza                  | 6 de setembro  | 7 de setembro  |
| 12    | Circuito Urbano de Bacu, Bacu             | 20 de setembro | 21 de setembro |
| 13    | Circuito Internacional de Lusail, Lusail  | 29 de novembro | 30 de novembro |
| 14    | Circuito de Yas Marina, Abu Dhabi         | 6 de dezembro  | 7 de dezembro  |

## Resultados e Classificações

### Resumo da Temporada
| Etapa | Circuito                         |            | Pole position      | Volta mais rápida  | Piloto vencedor    | Equipe vencedora  |
| ----- | -------------------------------- | ---------- | ------------------ | ------------------ | ------------------ | ----------------- |
| 1     | Circuito de Albert Park          | SR         | Victor Martins     | Gabriele Minì      | Joshua Dürksen     | AIX Racing        |
| 1     | Circuito de Albert Park          | FR         | Victor Martins     | Corrida Cancelada  | Corrida Cancelada  | Corrida Cancelada |
| 2     | Circuito Internacional do Barém  | SR         | Leonardo Fornaroli | Kush Maini         | Pepe Martí         | Campos Racing     |
| 2     | Circuito Internacional do Barém  | FR         | Leonardo Fornaroli | Luke Browning      | Alex Dunne         | Rodin Motorsport  |
| 3     | Circuito da Corniche de Gidá     | SR         | Jak Crawford       | Richard Verschoor  | Arvid Lindblad     | Campos Racing     |
| 3     | Circuito da Corniche de Gidá     | FR         | Jak Crawford       | Richard Verschoor  | Richard Verschoor  | MP Motorsport     |
| 4     | Circuito de Ímola                | SR         | Dino Beganovic     | Luke Browning      | Jak Crawford       | DAMS Lucas Oil    |
| 4     | Circuito de Ímola                | FR         | Dino Beganovic     | Gabriele Minì      | Alex Dunne         | Rodin Motorsport  |
| 5     | Circuito de Mônaco               | SR         | Alex Dunne         | Victor Martins     | Kush Maini         | DAMS Lucas Oil    |
| 5     | Circuito de Mônaco               | FR         | Alex Dunne         | Gabriele Minì      | Jak Crawford       | DAMS Lucas Oil    |
| 6     | Circuito de Barcelona            | SR         | Arvid Lindblad     | Alex Dunne         | Richard Verschoor  | MP Motorsport     |
| 6     | FR                               | Alex Dunne | Arvid Lindblad     | Arvid Lindblad     | Campos Racing      |                   |
| 7     | Red Bull Ring                    | SR         | Leonardo Fornaroli | Kush Maini         | Pepe Martí         | Campos Racing     |
| 7     | Red Bull Ring                    | FR         | Leonardo Fornaroli | Sebastián Montoya  | Richard Verschoor  | MP Motorsport     |
| 8     | Circuito de Silverstone          | SR         | Victor Martins     | Sebastián Montoya  | Leonardo Fornaroli | Invicta Racing    |
| 8     | Circuito de Silverstone          | FR         | Victor Martins     | Arvid Lindblad     | Jak Crawford       | DAMS Lucas Oil    |
| 9     | Circuito de Spa-Francorchamps    | SR         | Alex Dunne         | Leonardo Fornaroli | Leonardo Fornaroli | Invicta Racing    |
| 9     | Circuito de Spa-Francorchamps    | FR         | Alex Dunne         | Dino Beganovic     | Roman Staněk       | Invicta Racing    |
| 10    | Hungaroring                      | SR         | Roman Staněk       | Pepe Martí         | Pepe Martí         | Campos Racing     |
| 10    | Hungaroring                      | FR         | Roman Staněk       |                    |                    |                   |
| 11    | Circuito de Monza                | SR         |                    |                    |                    |                   |
| 11    | Circuito de Monza                | FR         |                    |                    |                    |                   |
| 12    | Circuito Urbano de Bacu          | SR         |                    |                    |                    |                   |
| 12    | Circuito Urbano de Bacu          | FR         |                    |                    |                    |                   |
| 13    | Circuito Internacional de Lusail | SR         |                    |                    |                    |                   |
| 13    | Circuito Internacional de Lusail | FR         |                    |                    |                    |                   |
| 14    | Circuito de Yas Marina           | SR         |                    |                    |                    |                   |
| 14    | Circuito de Yas Marina           | FR         |                    |                    |                    |                   |

### Sistema de pontuação
Os pontos são atribuídos aos dez melhores classificados em ambas as corridas. O pole position da corrida longa também recebe dois pontos, e um ponto é dado ao piloto que estabelece a volta mais rápida nas corridas longa e curta, desde que esse piloto termine entre os dez primeiros. Nenhum ponto extra é concedido para o pole position da corrida curta, pois o grid para essa é definido pela inversão dos doze melhores qualificados.
Pontos da Sprint Race
Os pontos serão atribuídos aos dez melhores classificados. Pontos bônus são concedidos ao piloto que estabelece a volta mais rápida e termina entre os dez primeiros. Nenhum ponto de volta mais rápida é concedido se for ela definida por um piloto fora do dez primeiros.
| Position | 1.º | 2.º | 3.º | 4.º | 5.º | 6.º | 7.º | 8.º | VMR |
| Points   | 10  | 8   | 6   | 5   | 4   | 3   | 2   | 1   | 1   |

Pontos da Feature Race
Os pontos são atribuídos aos dez melhores classificados. Pontos bônus são concedidos ao pole position e ao piloto que estabelecesse a volta mais rápida e terminasse entre os dez primeiros.
| Position | 1.º | 2.º | 3.º | 4.º | 5.º | 6.º | 7.º | 8.º | 9.º | 10.º | Pole | VMR |
| Pontos   | 25  | 18  | 15  | 12  | 10  | 8   | 6   | 4   | 2   | 1    | 2    | 1   |